# ويم فـان دياست
ويم فـان دياست هو لاعب كرة قدم بلجيكي في مركز الوسط، ولد في 2 مارس 1977 في Herk-de-Stad ‏ في بلجيكا. لعب مع K.F.C. Dessel Sport ‏.

## وصلات خارجية
- ويم فـان دياست على موقع قاعدة بيانات كرة القدم.إي يو (الإنجليزية)
- ويم فـان دياست على موقع عالم كرة القدم.نت (الإنجليزية)